# Ōta Minoru

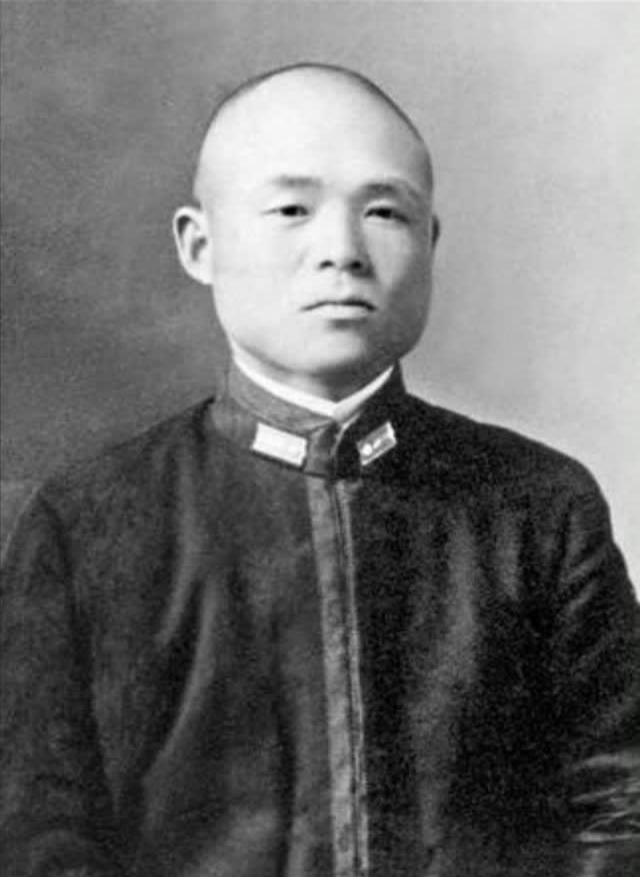
Minoru Ōta

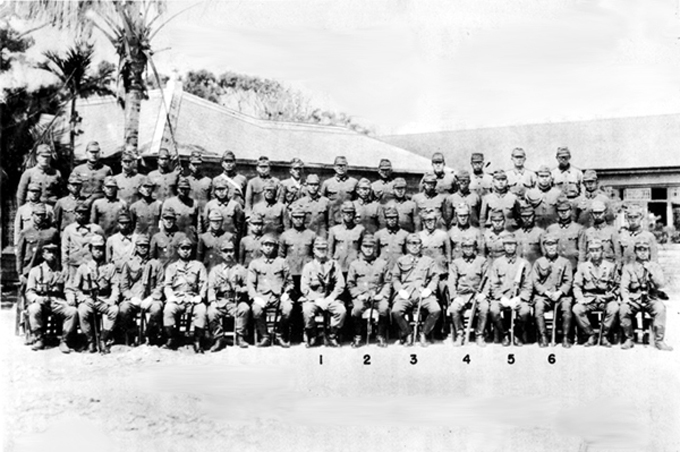
Japanische Kommandeure auf Okinawa im Februar 1945 (Minoru Ōta Nr. 1)

Kommandeur's Raum im Bunker wo Ōta Selbstmord beging

Ōta Minoru (jap. 大田 実; * 7. April 1891 in Nagara, Chiba; † 13. Juni 1945 auf Okinawa) war ein Admiral der Kaiserlich Japanischen Marine, der die Marinebodentruppen bei der Schlacht von Okinawa kommandierte. Er beging in seinem Befehlsbunker Suizid und wurde posthum zum Kaigun-Chūjhō (deutsch Vizeadmiral) befördert.

## Militärische Laufbahn
Er graduierte 1913 als 64. von 118 Kadetten der 41. Klasse der kaiserlich-japanischen Marineakademie.
Bei der Schlacht um Shanghai 1932 bekam er das Kommando über ein Bataillon der Speziallandungskräfte der Marine. Im Jahr 1936 wurde er zum Ersten Offizier des Schlachtschiff Yamashiro. 1937 erhielt er sein erstes Kommando als Kommandant des Flottentankers Tsurumi. Im Dezember 1937 erfolgte die Beförderung zum Kaigun-Daisa (deutsch Kapitän zur See).
Am Beginn des Zweiten Sino-Japanischen Krieges bekam Ōta das Kommando über die 6. Kure-Speziallandungseinheit übertragen. 1941 folgte bei Wuhan in China das Kommando über die Speziallandungseinheit der China-Regionalflotte. Im folgenden Jahr kehrte er nach Japan zurück und wurde mit dem Kommando der 2. Kombinierte-Speziallandungseinheit betraut. Er wurde zum Konteradmiral befördert und kommandierte die 8. Kombinierte-Speziallandungseinheit auf New Georgia bei der Schlacht um New Georgia im Juni und August 1943. Danach diente er in verschiedenen administrativen Funktionen bis Januar 1945 in Japan. 
Er wurde im Januar 1945 nach Okinawa versetzt, um die Bodentruppen der japanischen Marine bei der erwarteten Invasion durch die alliierten Streitkräfte zu befehligen. Auf Okinawa befehligte Ōta eine Truppe mit einer nominellen Stärke von 10.000 Mann. Die Hälfte waren jedoch zivile Arbeiter, die mit minimaler militärischer Ausbildung zum Dienst eingezogen worden waren. Die andere Hälfte waren Kanoniere von verschiedenen Marineschiffen, mit wenig Erfahrung im Kampf an Land. Die alliierten Quellen über seine Rolle als Kommandeur der Marinebodentruppen auf Okinawa sind widersprüchlich. Einige bewerten Ōta als fähig, die Marinebodentruppen zu organisieren. Seine Soldaten als schlagkräftigen Truppe aggressiv gegen die alliierten Streitkräfte zu führen und sich langsam auf die befestigte Oroku-Halbinsel zurückzuziehen.
Oberst Hiromichi Yahara von der 32. japanischen Armee beschreibt ein Missverständnis beim Befehl an die Marinebodentruppen, sich von der Oroku-Halbinsel zurückzuziehen, um die Armee weiter südlich zu unterstützen. Ōta begann am oder um den 24. Mai mit den Vorbereitungen für den Rückzug aller Marineelemente zur Unterstützung der Armee in den Süden der Insel. Er vernichtete die meiste schwere Ausrüstung, Munitionsbestände und sogar persönliche Waffen. Mitte März beorderte die 32. japanischen Armee Ōta unter Berufung auf einen Zeitfehler (Erklärungen variieren) zurück auf die Oroku-Halbinsel. Die Marinebodentruppen kehrten ohne schwere Waffen an ihren früheren Positionen zurück. Die Hälfte der Truppen hatte sogar keine Gewehre mehr. Die Amerikaner, die den anfänglichen Rückzug nicht bemerkt hatten, griffen nun an. Sie schnitten die Halbinsel durch Angriffe aus dem Norden an Land und eine letzte Landung von See vom Rest Okinawas ab. Am 11. Juni 1945 konnte die 6. Marinedivision das Marine-Hauptquartier einkesseln. Am 12. Juni um 16:00 sendete Ōta seine letzte Meldung zur 32. japanischen Armee. Viele Marinesoldaten, wie Ōta selbst, töteten sich daraufhin selbst mit allen möglichen Waffen. Ōta erschoss sich mit einer Pistole.

## Bericht über Situation der Bevölkerung am 6. Juni
Am 6. Juni 1945 sendete er einen Bericht an den Vizeminister des Marineministeriums. Diese Meldung wurde später bekannt, weil sie die Situation der Zivilbevölkerung aus Sicht eines japanischen Kommandeurs kurz vor dem Ende der Verteidigung schilderte.